# Pragmàtica Sanció de Bourges
La Pragmàtica Sanció de Bourges (França) és una ordenança promulgada el 7 de juliol de 1438 pel rei de França Carles VII, amb l'acord del clergat reunit en assemblea a Bourges, per la que s'aprovaren les decisions del Concili de Basilea i el rei s'afirmà com a guardià dels drets de l'Església de França. Aquest decret fou el primer pas envers el gal·licanisme, això és, la doctrina religiosa i política que sosté l'organització d'una església catòlica de França àmpliament autònoma del papa.

## Membres reunits a l'assemblea de Bourges
A l'entorn de Carles VII, els bisbes i els abats de França es constituïren en assemblea.
Hi eren presents quatre arquebisbes :
- Regnault de Chartres, arquebisbe i canceller de França.
- L'arquebisbe de Chartres, Philippe de Coëtquis.
- L'arquebisbe de Bourges, Henri d'Avaugour.
- L'arquebisbe de Tolosa de Llenguadoc, Denis du Moulin.

25 bisbes, un gran nombre d'abats i representants de les diverses universitats i capítols de França.
En aquesta assemblea el papa Eugeni IV estava representat per l'arquebisbe de Creta i l'abat de Digne, Monsenyor Pierre de Versailles, doctor en teologia. El Concili de Basilea hi era representat pel bisbe de Saint-Pons, l'abat de Vézelay, Guillaume Hugues, arxidiaca de Metz, el canonge de Lió, Jean de Manze, i l'eminent doctor en teologia Thomas de Courcelles.
Aquesta ordenança limitava el poder pontifici en diversos nivells: 
- L'Església de França hi reconeixia la superioritat dels concilis generals sobre el papa;
- S'hi sostenien les decisions del Concili de Basilea;
- La reialesa hi obtenia el poder de «recomanar» els seus candidats a les eleccions episcopals i abacials;
- Hi obtenia també drets sobre les percepcions dels ingressos eclesiàstics (supressió dels annates (impostos papals);
- Els poders d'excomunió i d'interdicte de Roma hi eren reduïts.

La Pragmàtica es mantingué fins al concordat de Bolonya del 1516.